# Football Club de Metz 2017-2018
Questa voce raccoglie le informazioni riguardanti il Football Club de Metz nelle competizioni ufficiali della stagione 2017-2018.

## Stagione
Il Metz, dopo aver concluso al 14º posto la stagione precedente, gioca il suo 60º campionato di Ligue 1.
Come allenatore viene confermato Philippe Hinschberger. La squadra subisce la perdita dei due bomber della stagione precedente, Mevlut Erding e Cheick Diabaté, entrambi tornati alle rispettive squadre dopo un anno di prestito. Inoltre, partono anche Simon Falette, ceduto all'Eintracht Francoforte per 5 milioni, e la giovane promessa Ismaïla Sarr, ceduta al Rennes per la cifra record di 17 milioni più 13 di bonus. Di contro, la squadra acquista l'attaccante Nolan Roux, il centrocampista svincolato Gerónimo Poblete, Emmanuel Rivière e Mathieu Dossevi.
L'inizio di stagione per il Metz è fortemente negativo, con la squadra che perde 8 delle prime 9 partite ed ottiene il record di sconfitte consecutive in casa nella storia della Ligue 1 (8). Il 22 ottobre 2017, a seguito della sconfitta con il Digione, Hinschberger viene esonerato dal Metz. Al suo posto viene nominato ad interim José Pinot, allenatore della formazione riserve e responsabile del centro di formazione del Metz. Una settimana più tardi il Metz annuncia che il nuovo allenatore sarà Frédéric Hantz, in passato tecnico di Montpellier e Bastia.
Il girone di andata si conclude per il Metz con 11 punti e l'ultimo posto in classifica. Durante il mercato di gennaio, per rinforzare la rosa, il Metz acquista in prestito dal Gent il centrocampista Danijel Milićević, riprende in prestito per sei mesi dallo Sparta Praga il centrocampista Georges Mandjeck e dal Girona prende in prestito il centrocampista Farid Boulaya, mentre rescinde il contratto con il difensore tedesco Philipp Wollscheid, e conclude il prestito di Brian Fernández, restituito al Racing Club de Avellaneda. Entrambi erano arrivati a Metz solo sei mesi prima. Il 31 gennaio 2018, nell'ultimo giorno di mercato, il Metz cede il lussemburghese Chris Philipps a titolo definitivo ai polacchi del Legia Varsavia. Il 27 febbraio successivo il Metz comunica di aver ceduto il centrocampista Cafú sempre al Legia Varsavia, in prestito per 18 mesi con diritto di riscatto.
Tra la fine di dicembre e l'inizio di gennaio il Metz vive un periodo positivo, ottenendo 14 punti in 7 partite. Nel prosieguo della stagione però i granata non riescono a risollevarsi in classifica, perdendo importanti scontri diretti e finendo il campionato all'ultimo posto con 26 punti, retrocedendo quindi in Ligue 2.

## Organizzazione
Organigramma societario
- Presidente: Bernard Serin
- Vicepresidente: Carlo Molinari, Jean-Luc Muller
- Direttore Generale: Hélène Schrub
- Direttore sportivo: Philippe Gaillot
- Capo osservatori: Frédéric Arpinon
- Responsabile tecnico della formazione: Sébastien Muet
- Assistente esecutivo: Delphine Kreutzer
- Analista video: Maxime Bouffaut
- Direttore finanziario: Jean-Yves Costa
- Direttore commerciale: Yann Kaysen
- Assistente commerciale: Léonie Sallerin
- Responsabile biglietteria ed eventi: Bertrand Fenot
- Responsabile pubblicità: Maryline Bani Frentzel
- Responsabile comunicazione: Julie Decker
- Responsabile organizzazione e sicurezza stadio: Jean-François Girard

Staff tecnico
- Allenatore : Philippe Hinschberger, poi José Pinot, poi Frédéric Hantz
- Viceallenatore : Gilles Bourges, poi Arnaud Cormier
- Preparatore atletico : Hugo Cabouret
- Preparatore portieri : Christophe Marichez

Staff medico
- Medico sociale : Jacques Muller
- Medico sociale : André Marie
- Medico sociale : Eric Sitte

## Rosa
Rosa aggiornata al 28 febbraio 2018.
| N. |                                 | Ruolo | Calciatore               |
| -- | ------------------------------- | ----- | ------------------------ |
| 1  | Francia (bandiera)              | P     | Thomas Didillon          |
| 2  | Germania (bandiera)             | D     | Philipp Wollscheid       |
| 3  | Senegal (bandiera)              | D     | Fallou Diagne            |
| 4  | Camerun (bandiera)              | C     | Georges Mandjeck         |
| 5  | Argentina (bandiera)            | C     | Gerónimo Poblete         |
| 6  | Serbia (bandiera)               | D     | Milan Biševac (capitano) |
| 7  | Senegal (bandiera)              | A     | Ibrahima Niane           |
| 8  | Francia (bandiera)              | C     | Yann Jouffre             |
| 9  | Francia (bandiera)              | A     | Nolan Roux               |
| 10 | Argentina (bandiera)            | A     | Brian Fernández          |
| 10 | Bosnia ed Erzegovina (bandiera) | C     | Danijel Milićević        |
| 11 | Senegal (bandiera)              | A     | Opa Nguette              |
| 12 | Francia (bandiera)              | D     | Matthieu Udol            |
| 13 | Gambia (bandiera)               | C     | Ablie Jallow             |
| 14 | Senegal (bandiera)              | D     | Lemouya Goudiaby         |
| 15 | Serbia (bandiera)               | D     | Vahid Selimovic          |
| 16 | Giappone (bandiera)             | P     | Eiji Kawashima           |
| 17 | Togo (bandiera)                 | C     | Mathieu Dossevi          |

| N. |                        | Ruolo | Calciatore             |
| -- | ---------------------- | ----- | ---------------------- |
| 18 | Lussemburgo (bandiera) | A     | Vincent Thill          |
| 19 | Francia (bandiera)     | C     | Florent Mollet         |
| 20 | Francia (bandiera)     | D     | Julian Palmieri        |
| 21 | Francia (bandiera)     | D     | Moussa Niakhaté        |
| 22 | Algeria (bandiera)     | C     | Farid Boulaya          |
| 23 | Lussemburgo (bandiera) | D     | Chris Philipps         |
| 24 | Francia (bandiera)     | C     | Renaud Cohade          |
| 25 | Albania (bandiera)     | D     | Iván Balliu            |
| 26 | Portogallo (bandiera)  | C     | Cafú                   |
| 27 | Camerun (bandiera)     | D     | Théodore Efouba Ayissi |
| 28 | Francia (bandiera)     | D     | Jonathan Rivierez      |
| 29 | Francia (bandiera)     | A     | Emmanuel Rivière       |
| 30 | Francia (bandiera)     | P     | Quentin Beunardeau     |
| 32 | Camerun (bandiera)     | D     | Benoît Assou-Ekotto    |
| 33 | Francia (bandiera)     | D     | Nicolas Basin          |
| 33 | Francia (bandiera)     | D     | Dylan Lempereur        |
|    | Lettonia (bandiera)    | C     | Jānis Ikaunieks        |

## Calciomercato

### Sessione estiva
| Acquisti         | Acquisti           | Acquisti                   | Acquisti      |
| R.               | Nome               | da                         | Modalità      |
| ---------------- | ------------------ | -------------------------- | ------------- |
| D                | Moussa Niakhaté    | Valenciennes Football Club | definitivo    |
| A                | Nolan Roux         | Saint-Étienne              | definitivo    |
| C                | Cafú               | Lorient                    | definitivo    |
| A                | Emmanuel Rivière   | Newcastle United           | definitivo    |
| C                | Gerónimo Poblete   |                            | svincolato    |
| D                | Philipp Wollscheid |                            | svincolato    |
| A                | Brian Fernández    | Racing Club de Avellaneda  | prestito      |
| C                | Mathieu Dossevi    | Standard Liegi             | prestito      |
| P                | Quentin Beunardeau | Royale Union Tubize-Braine | definitivo    |
| Altre operazioni |                    |                            |               |
| R.               | Nome               | da                         | Modalità      |
| C                | Jānis Ikaunieks    | Larissa                    | fine prestito |

| Cessioni         | Cessioni         | Cessioni              | Cessioni      |
| R.               | Nome             | a                     | Modalità      |
| ---------------- | ---------------- | --------------------- | ------------- |
| D                | Franck Signorino |                       | svincolato    |
| A                | Cheick Diabaté   | Osmanlispor           | fine prestito |
| A                | Mevlut Erding    | Hannover 96           | fine prestito |
| C                | Gauthier Hein    | Tours Football Club   | prestito      |
| C                | Simon Falette    | Eintracht Francoforte | definitivo    |
| C                | Cheick Doukouré  | Levante               | definitivo    |
| C                | Georges Mandjeck | Sparta Praga          | definitivo    |
| A                | Thibaut Vion     | Niort                 | definitivo    |
| C                | Kevin Lejeune    | Ajaccio               | definitivo    |
| C                | Ismaïla Sarr     | Rennes                | definitivo    |
| Altre operazioni |                  |                       |               |
| R.               | Nome             | a                     | Modalità      |
| C                | Jānis Ikaunieks  | Futbola klubs Liepāja | prestito      |

### Fuori dalla finestra di mercato
| Acquisti | Acquisti        | Acquisti | Acquisti   |
| R.       | Nome            | da       | Modalità   |
| -------- | --------------- | -------- | ---------- |
| D        | Julian Palmieri |          | svincolato |

### Sessione invernale
| Acquisti         | Acquisti          | Acquisti              | Acquisti      |
| R.               | Nome              | da                    | Modalità      |
| ---------------- | ----------------- | --------------------- | ------------- |
| C                | Danijel Milićević | Gent                  | prestito      |
| C                | Georges Mandjeck  | Sparta Praga          | prestito      |
| C                | Farid Boulaya     | Girona                | prestito      |
| Altre operazioni |                   |                       |               |
| R.               | Nome              | da                    | Modalità      |
| C                | Jānis Ikaunieks   | Futbola klubs Liepāja | fine prestito |

| Cessioni | Cessioni           | Cessioni                  | Cessioni      |
| R.       | Nome               | a                         | Modalità      |
| -------- | ------------------ | ------------------------- | ------------- |
| D        | Philipp Wollscheid |                           | svincolato    |
| A        | Brian Fernández    | Racing Club de Avellaneda | fine prestito |
| D        | Chris Philipps     | Legia Varsavia            | definitivo    |
| C        | Cafú               | Legia Varsavia            | prestito      |

## Risultati

### Ligue 1

#### Girone di andata
| Arbitro: | Jérôme Miguelgorry |

|          |           |                                |
| Roux 14’ | Marcatori | Briand 39’ Blas 71’ Diallo 84’ |

| Arbitro: | Mikael Lesage |

|                       |           |  |
| Vada 44’ Sankhare 64’ | Marcatori |  |

| Arbitro: | François Letexier |

|  |           |            |
|  | Marcatori | Falcao 78’ |

| Arbitro: | Jérôme Brisard |

|             |           |  |
| Rodelin 50’ | Marcatori |  |

| Arbitro: | Sébastien Desiage |

|             |           |                                                 |
| Rivière 37’ | Marcatori | 31’, 75’ Cavani 59’ Mbappé 69’ Neymar 88’ Lucas |

| Arbitro: | Stéphane Jochem |

|  |           |          |
|  | Marcatori | Roux 55’ |

| Arbitro: | Karim Abed |

|  |           |                |
|  | Marcatori | Grandsir 90+1’ |

| Arbitro: | Johan Hamel |

|         |           |  |
| Sala 3’ | Marcatori |  |

| Arbitro: | Olivier Thual |

|                                        |           |            |
| Pajot 74’ Cafú 85’ (autogol) Maiga 95’ | Marcatori | Diagne 21’ |

| Arbitro: | Mikael Lesage |

|          |           |                        |
| Roux 45’ | Marcatori | Varrault 10’ Sliti 50’ |

| Arbitro: | Benoît Millot |

|                    |           |  |
| Fekir 6’ Fekir 20’ | Marcatori |  |

| Arbitro: | Jérôme Brisard |

|  |           |                                         |
|  | Marcatori | Pépé 45+2’ (rig.) Bahlouli 67’ Pépé 87’ |

| Tolosa 18 novembre 2017, ore 20:00 CEST 13ª giornata | Tolosa            | 0 – 0 referto | Metz | Stadium Municipal (15 656 spett.)\| Arbitro: \| Hakim Ben El Hadj \| |
| Arbitro:                                             | Hakim Ben El Hadj |               |      |                                                                      |

| Arbitro: | Antony Gautier |

|  |           |                      |
|  | Marcatori | Konaté 29’ Zungu 66’ |

| Arbitro: | Tony Chapron |

|  |           |                                          |
|  | Marcatori | Thauvin 18’ Luiz Gustavo 36’ Ocampos 71’ |

| Arbitro: | Mikael Lesage |

|                                          |           |          |
| Plea 27’ Balotelli 56’ Saint-Maximin 71’ | Marcatori | Roux 29’ |

| Arbitro: | Karim Abed |

|            |           |            |
| Mollet 41’ | Marcatori | Mubele 87’ |

| Arbitro: | Benoit Millot |

|                |           |                                  |
| Roussillon 20’ | Marcatori | Cohade 29’ Rivière 84’ Basin 94’ |

| Arbitro: | Clément Turpin |

|                                 |           |  |
| Mollet 61’ Roux 70’ Rivière 83’ | Marcatori |  |

#### Girone di ritorno
| Arbitro: | François Letexier |

|            |           |          |
| Tavares 1’ | Marcatori | Roux 89’ |

| Arbitro: | Benoît Millot |

|                                         |           |  |
| Rivière 13’ (rig.) Dossevi 16’ Roux 77’ | Marcatori |  |

| Arbitro: | Mikael Lesage |

|                                   |           |           |
| Jorge 45+1’ Ghezzal 67’ Lopes 81’ | Marcatori | Niane 72’ |

| Arbitro: | Johan Hamel |

|               |           |               |
| Roux 50’, 62’ | Marcatori | Balotelli 58’ |

| Arbitro: | Olivier Thual |

|                                                          |           |                           |
| Sanson 6’ Thauvin 8’, 44’, 56’ Germain 49’ Mitroglou 75’ | Marcatori | Mollet 73’, 84’ Niane 90’ |

| Arbitro: | Sébastien Desiage |

|  |           |         |
|  | Marcatori | Sio 24’ |

| Arbitro: | Olivier Thual |

|           |           |  |
| Niane 88’ | Marcatori |  |

| Arbitro: | Jérome Brisard |

|                |           |                           |
| Deaux 22’, 86’ | Marcatori | Mollet 6’ (rig.) Roux 56’ |

| Arbitro: | Mikael Lesage |

|          |           |           |
| Roux 32’ | Marcatori | Amian 84’ |

| Arbitro: | Amaury Delerue |

|                                                          |           |  |
| Meunier 5’ Nkunku 20’, 28’ Mbappé 45+1’ Thiago Silva 82’ | Marcatori |  |

| Arbitro: | Benoit Millot |

|          |           |             |
| Roux 12’ | Marcatori | Rongier 23’ |

| Arbitro: | Ruddy Buquet |

|                      |           |                               |
| Bahoken 17’ Seka 79’ | Marcatori | Rivière 24’ (rig.) Mollet 46’ |

| Arbitro: | Antony Gautier |

|  |           |                                               |
|  | Marcatori | Marcelo 1’, 21’ Depay 65’ Traoré 68’ Diaz 86’ |

| Arbitro: | Hakim Ben El Hadj |

|                |           |               |
| Bourigeaud 27’ | Marcatori | Roux 52’, 57’ |

| Arbitro: | Karim Abed |

|                     |           |               |
| Da Silva 71’ (aut.) | Marcatori | Deminguet 73’ |

| Arbitro: | François Letexier |

|                                         |           |          |
| Luiz Araújo 13’ Pépé 45+2’ Bissouma 77’ | Marcatori | Roux 49’ |

| Arbitro: | Olivier Thual |

|            |           |                           |
| Mollet 20’ | Marcatori | Pavlović 90+3’ Tait 90+4’ |

| Arbitro: | Johan Hamel |

|                                         |           |  |
| Manzala 21’ (rig.) Selimovic 86’ (aut.) | Marcatori |  |

| Arbitro: | Hakin Ben El Hadj |

|  |           |                                                       |
|  | Marcatori | Braithwaite 11’ Malcom 17’ Kamano 44’ de Préville 78’ |

### Coupe de la Ligue

#### Fase a eliminazione diretta
| Arbitro: | Hakim Ben El Hadj |

|             |           |  |
| Dossevi 66’ | Marcatori |  |

| Arbitro: | Olivier Thual |

|             |           |  |
| Fulgini 52’ | Marcatori |  |

### Coupe de France

#### Fase a eliminazione diretta
| Dunkerque 7 gennaio 2018, ore 17:30 CET Trentaduesimi di finale                                              | Dunkerque | 2 – 4 referto                            | Metz | Stade Marcel-Tribut |
| \| \| \| \| \| Marc Fachan 71’ Damien Fachan 82’ \| Marcatori \| Niane 44’ Rivière 52’ Cafú 75’ Niane 85’ \| |           |                                          |      |                     |
| |           |                                          |      |                     |
| Marc Fachan 71’ Damien Fachan 82’                                                                            | Marcatori | Niane 44’ Rivière 52’ Cafú 75’ Niane 85’ |      |                     |

| Tours 24 gennaio 2018, ore 18:30 CET Sedicesimi di finale                                                           | Tours                | 0 – 0 (d.t.s.) referto        | Metz | Stade de la Vallée du Cher |
| \| \| \| \| \| Mancini Belkebla Devaux Caille Tshibumbu \| Tiri di rigore 1 – 2 \| Phillips Cafú Boulaya Poblete \| |                      |                               |      |                            |
| |                      |                               |      |                            |
| Mancini Belkebla Devaux Caille Tshibumbu                                                                            | Tiri di rigore 1 – 2 | Phillips Cafú Boulaya Poblete |      |                            |

| Arbitro: | Amaury Delerue |

|                                            |                      |                                                 |
| Niane 85’ Roux 108’                        | Marcatori            | Stavitski 51’ Diomandé 114’                     |
| Cohade Balliu Roux Poblete Rivière Boulaya | Tiri di rigore 2 – 3 | Crivelli Djiku Diomandé Féret Da Silva Guilbert |

## Statistiche

### Statistiche di squadra
Statistiche aggiornate al 27 maggio 2018.
| Competizione      | Punti | In casa | In casa | In casa | In casa | In casa | In casa | In trasferta | In trasferta | In trasferta | In trasferta | In trasferta | In trasferta | Totale | Totale | Totale | Totale | Totale | Totale | DR  |
| Competizione      | Punti | G       | V       | N       | P       | Gf      | Gs      | G            | V            | N            | P            | Gf           | Gs           | G      | V      | N      | P      | Gf     | Gs     | DR  |
| ----------------- | ----- | ------- | ------- | ------- | ------- | ------- | ------- | ------------ | ------------ | ------------ | ------------ | ------------ | ------------ | ------ | ------ | ------ | ------ | ------ | ------ | --- |
| Ligue 1           | 26    | 19      | 3       | 4       | 12      | 16      | 37      | 19           | 3            | 4            | 12           | 18           | 39           | 38     | 6      | 8      | 24     | 34     | 76     | -42 |
| Coupe de France   | -     | 1       | 0       | 1       | 0       | 2       | 2       | 2            | 1            | 1            | 0            | 4            | 2            | 3      | 1      | 2      | 0      | 6      | 4      | 2   |
| Coupe de la Ligue | -     | 1       | 1       | 0       | 0       | 1       | 0       | 1            | 0            | 0            | 1            | 0            | 1            | 2      | 1      | 0      | 1      | 1      | 1      | 0   |
| Totale            | -     | 21      | 4       | 5       | 12      | 19      | 39      | 22           | 4            | 5            | 13           | 22           | 42           | 43     | 8      | 10     | 25     | 41     | 81     | -40 |

### Andamento in campionato
| Giornata  | 1  | 2  | 3  | 4  | 5  | 6  | 7  | 8  | 9  | 10 | 11 | 12 | 13 | 14 | 15 | 16 | 17 | 18 | 19 | 20 | 21 | 22 | 23 | 24 | 25 | 26 | 27 | 28 | 29 | 30 | 31 | 32 | 33 | 34 | 35 | 36 | 37 | 38 |
| --------- | -- | -- | -- | -- | -- | -- | -- | -- | -- | -- | -- | -- | -- | -- | -- | -- | -- | -- | -- | -- | -- | -- | -- | -- | -- | -- | -- | -- | -- | -- | -- | -- | -- | -- | -- | -- | -- | -- |
| Luogo     | C  | T  | C  | T  | C  | T  | C  | T  | T  | C  | T  | C  | T  | C  | C  | T  | C  | T  | C  | T  | C  | T  | C  | T  | C  | T  | T  | C  | T  | C  | T  | C  | T  | C  | T  | C  | T  | C  |
| Risultato | P  | P  | P  | P  | P  | V  | P  | P  | P  | P  | P  | P  | N  | P  | P  | P  | N  | V  | V  | N  | V  | P  | V  | P  | P  | P  | N  | N  | P  | N  | N  | P  | V  | N  | P  | P  | P  | P  |
| Posizione | 16 | 17 | 19 | 20 | 20 | 20 | 20 | 20 | 20 | 20 | 20 | 20 | 20 | 20 | 20 | 20 | 20 | 20 | 20 | 20 | 20 | 20 | 20 | 20 | 20 | 20 | 20 | 20 | 20 | 20 | 20 | 20 | 20 | 20 | 20 | 20 | 20 | 20 |

Fonte:  Classements, su lfp.fr, LFP.
Legenda:

Luogo: C = Casa; T = Trasferta. Risultato: V = Vittoria; N = Pareggio; P = Sconfitta.

### Statistiche dei giocatori
Sono in corsivo i calciatori che hanno lasciato la società a stagione in corso.
| Giocatore        | Ligue 1  | Ligue 1 | Ligue 1     | Ligue 1    | Coupe de France | Coupe de France | Coupe de France | Coupe de France | Coupe de la Ligue | Coupe de la Ligue | Coupe de la Ligue | Coupe de la Ligue | Totale   | Totale | Totale      | Totale     |
| Giocatore        | Presenze | Reti    | Ammonizioni | Espulsioni | Presenze        | Reti            | Ammonizioni     | Espulsioni      | Presenze          | Reti              | Ammonizioni       | Espulsioni        | Presenze | Reti   | Ammonizioni | Espulsioni |
| ---------------- | -------- | ------- | ----------- | ---------- | --------------- | --------------- | --------------- | --------------- | ----------------- | ----------------- | ----------------- | ----------------- | -------- | ------ | ----------- | ---------- |
| T. Didillon      | 9        | -14     | 0           | 0          | 0               | 0               | 0               | 0               | 2                 | -1                | 0                 | 0                 | 11       | -15    | 0           | 0          |
| E. Kawashima     | 29       | -60     | 0           | 1          | 1               | -2              | 0               | 0               | 0                 | 0                 | 0                 | 0                 | 30       | -62    | 0           | 1          |
| Q. Beunardeau    | 1        | -2      | 0           | 0          | 2               | -2              | 0               | 0               | 0                 | 0                 | 0                 | 0                 | 3        | -4     | 0           | 0          |
| P. Wollscheid    | 0        | 0       | 0           | 0          | 0               | 0               | 0               | 0               | 1                 | 0                 | 1                 | 0                 | 1        | 0      | 1           | 0          |
| F. Diagne        | 30       | 1       | 8           | 2          | 1               | 0               | 0               | 0               | 0                 | 0                 | 0                 | 0                 | 31       | 1      | 8           | 2          |
| M. Biševac       | 10       | 0       | 1           | 0          | 0               | 0               | 0               | 0               | 0                 | 0                 | 0                 | 0                 | 10       | 0      | 1           | 0          |
| M. Udol          | 6        | 0       | 0           | 0          | 0               | 0               | 0               | 0               | 0                 | 0                 | 0                 | 0                 | 6        | 0      | 0           | 0          |
| L. Goudiaby      | 2        | 0       | 0           | 0          | 1               | 0               | 0               | 0               | 1                 | 0                 | 0                 | 0                 | 4        | 0      | 0           | 0          |
| V. Selimovic     | 13       | 0       | 3           | 1          | 2               | 0               | 1               | 0               | 1                 | 0                 | 1                 | 0                 | 16       | 0      | 5           | 1          |
| J. Palmieri      | 15       | 0       | 4           | 1          | 0               | 0               | 0               | 0               | 0                 | 0                 | 0                 | 0                 | 15       | 0      | 4           | 1          |
| M. Niakhaté      | 35       | 0       | 8           | 0          | 1               | 0               | 0               | 0               | 2                 | 0                 | 0                 | 0                 | 38       | 0      | 8           | 0          |
| C. Philipps      | 11       | 0       | 4           | 0          | 1               | 0               | 0               | 0               | 2                 | 0                 | 0                 | 0                 | 14       | 0      | 4           | 0          |
| I. Balliu        | 25       | 0       | 5           | 0          | 3               | 0               | 1               | 0               | 0                 | 0                 | 0                 | 0                 | 28       | 0      | 6           | 0          |
| T. Efouba Ayissi | 0        | 0       | 0           | 0          | 0               | 0               | 0               | 0               | 0                 | 0                 | 0                 | 0                 | 0        | 0      | 0           | 0          |
| J. Rivierez      | 26       | 0       | 4           | 0          | 1               | 0               | 0               | 0               | 1                 | 0                 | 0                 | 0                 | 28       | 0      | 4           | 0          |
| B. Assou-Ekotto  | 13       | 0       | 2           | 2          | 1               | 0               | 0               | 0               | 2                 | 0                 | 1                 | 0                 | 16       | 0      | 3           | 2          |
| N. Basin         | 5        | 1       | 1           | 0          | 0               | 0               | 0               | 0               | 0                 | 0                 | 0                 | 0                 | 5        | 1      | 1           | 0          |
| D. Lempereur     | 3        | 0       | 0           | 0          | 2               | 0               | 0               | 0               | 0                 | 0                 | 0                 | 0                 | 5        | 0      | 0           | 0          |
| G. Mandjeck      | 14       | 0       | 5           | 0          | 0               | 0               | 0               | 0               | 0                 | 0                 | 0                 | 0                 | 14       | 0      | 5           | 0          |
| G. Poblete       | 26       | 0       | 0           | 0          | 2               | 0               | 0               | 0               | 2                 | 0                 | 0                 | 0                 | 30       | 0      | 0           | 0          |
| Y. Jouffre       | 4        | 0       | 0           | 0          | 1               | 0               | 0               | 0               | 0                 | 0                 | 0                 | 0                 | 5        | 0      | 0           | 0          |
| D. Milićević     | 12       | 0       | 0           | 0          | 1               | 0               | 0               | 0               | 0                 | 0                 | 0                 | 0                 | 13       | 0      | 0           | 0          |
| A. Jallow        | 2        | 0       | 0           | 0          | 0               | 0               | 0               | 0               | 0                 | 0                 | 0                 | 0                 | 2        | 0      | 0           | 0          |
| M. Dossevi       | 30       | 1       | 2           | 0          | 1               | 0               | 0               | 0               | 1                 | 1                 | 0                 | 0                 | 32       | 2      | 2           | 0          |
| F. Mollet        | 22       | 7       | 6           | 0          | 2               | 0               | 0               | 0               | 2                 | 0                 | 0                 | 0                 | 26       | 7      | 6           | 0          |
| F. Boulaya       | 7        | 0       | 0           | 0          | 2               | 0               | 0               | 0               | 0                 | 0                 | 0                 | 0                 | 9        | 0      | 0           | 0          |
| R. Cohade        | 38       | 1       | 5           | 0          | 2               | 0               | 0               | 0               | 1                 | 0                 | 0                 | 0                 | 41       | 1      | 5           | 0          |
| M. Cafú          | 10       | 0       | 2           | 0          | 2               | 1               | 0               | 0               | 1                 | 0                 | 0                 | 0                 | 13       | 1      | 2           | 0          |
| I. Niane         | 30       | 2       | 1           | 0          | 3               | 3               | 0               | 0               | 2                 | 0                 | 0                 | 0                 | 35       | 5      | 1           | 0          |
| N. Roux          | 35       | 15      | 6           | 0          | 2               | 1               | 0               | 0               | 1                 | 0                 | 0                 | 0                 | 38       | 16     | 6           | 0          |
| B. Fernández     | 7        | 0       | 0           | 0          | 0               | 0               | 0               | 0               | 0                 | 0                 | 0                 | 0                 | 7        | 0      | 0           | 0          |
| O. Nguette       | 17       | 0       | 3           | 0          | 2               | 0               | 0               | 0               | 1                 | 0                 | 0                 | 0                 | 20       | 0      | 3           | 0          |
| V. Thill         | 1        | 0       | 0           | 0          | 1               | 0               | 0               | 0               | 2                 | 0                 | 1                 | 0                 | 4        | 0      | 1           | 0          |
| E. Rivière       | 28       | 5       | 2           | 0          | 2               | 1               | 1               | 0               | 1                 | 0                 | 0                 | 0                 | 31       | 6      | 3           | 0          |